# Curtis Pride
Curtis John Pride (né le 17 décembre 1968 à Washington, DC) est un ancien joueur de la Ligue majeure de baseball joueur de champ extérieur, et est actuellement l'entraineur-chef de l'équipe de baseball à l'Université Gallaudet. Pride mesure 6′ 0″ (1,83 m) de haut et pèse 210 lb (95 kg). Frappeur gaucher, il lançait de la droite. En 2015, Pride fut nommé ambassadeur à l'inclusion du Baseball majeur.